# Agrotis patricei
Agrotis patricei är en fjärilsart som beskrevs av Pierre E.L. Viette 1959. Agrotis patricei ingår i släktet Agrotis och familjen nattflyn. Inga underarter finns listade i Catalogue of Life.